# Motorrad- und Kleinwagenausstellung in Brand
Die Motorrad- und Kleinwagenausstellung in Brand ist ein Auto- und Motorradmuseum in Bayern.

## Geschichte
Das Autohaus Honold betreibt dieses Museum seit 1995. Es befindet sich im Gemeindeteil Brand der Gemeinde Haundorf. Nach dem Tod von Werner Honold 2019 leitet es Thomas Honold. Es ist jeden Werktag für Besucher geöffnet.

## Ausstellungsgegenstände
Das Museum präsentiert Motorräder und Kleinwagen mit Schwerpunkt auf den 1950er und 1960er Jahren. Ausgestellt sind 40 Motorräder, 10 Mopeds, 6 Fahrräder, 35 Autos und einige Wohnwagen. Als Besonderheiten sind Spatz und Fuldamobil N-2 genannt. Außerdem ist eine Rikscha aus Taiwan ausgestellt. Auf der Internetseite ist zudem eine Brütsch Mopetta zu sehen.

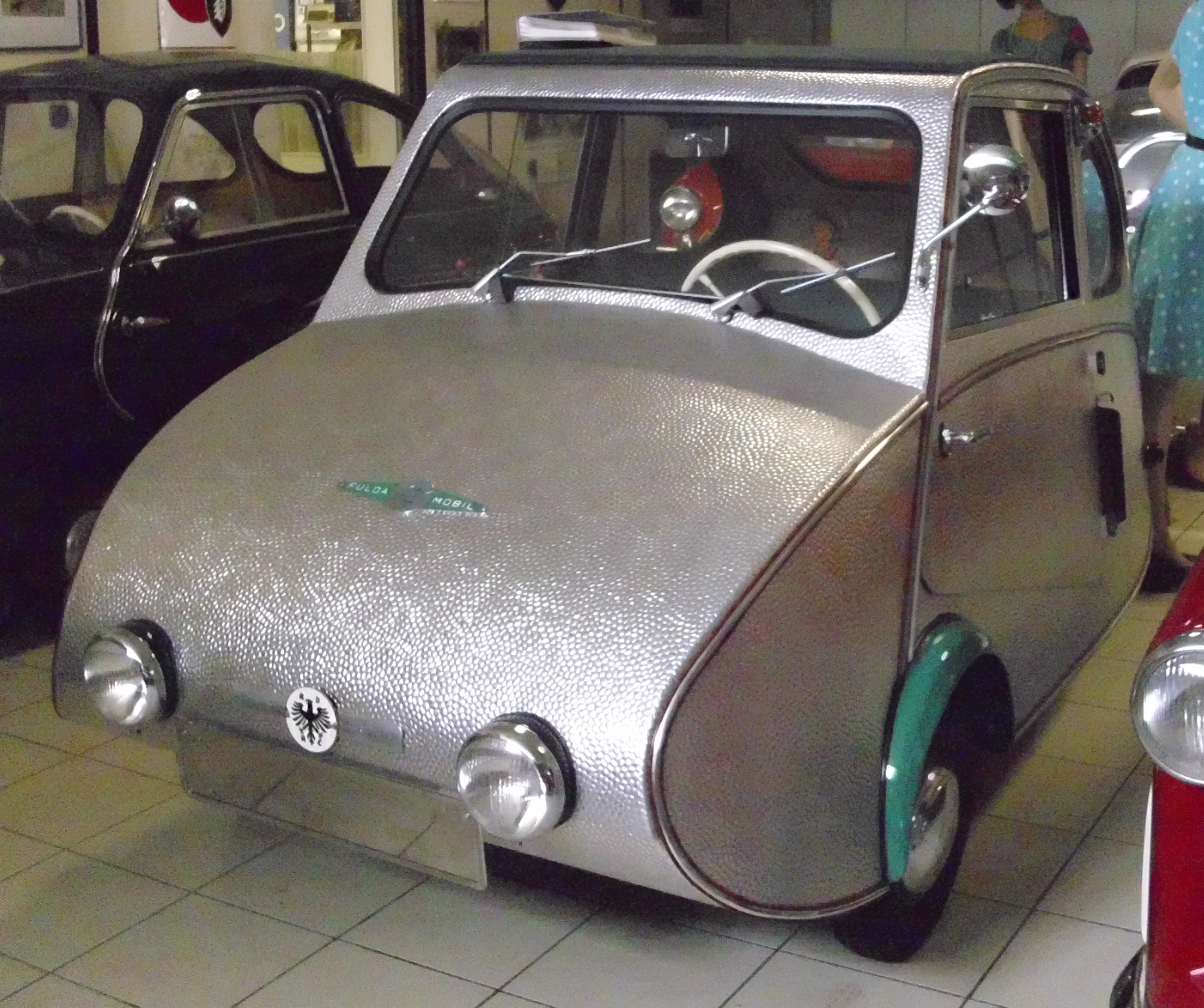
Fuldamobil N-2 von 1953
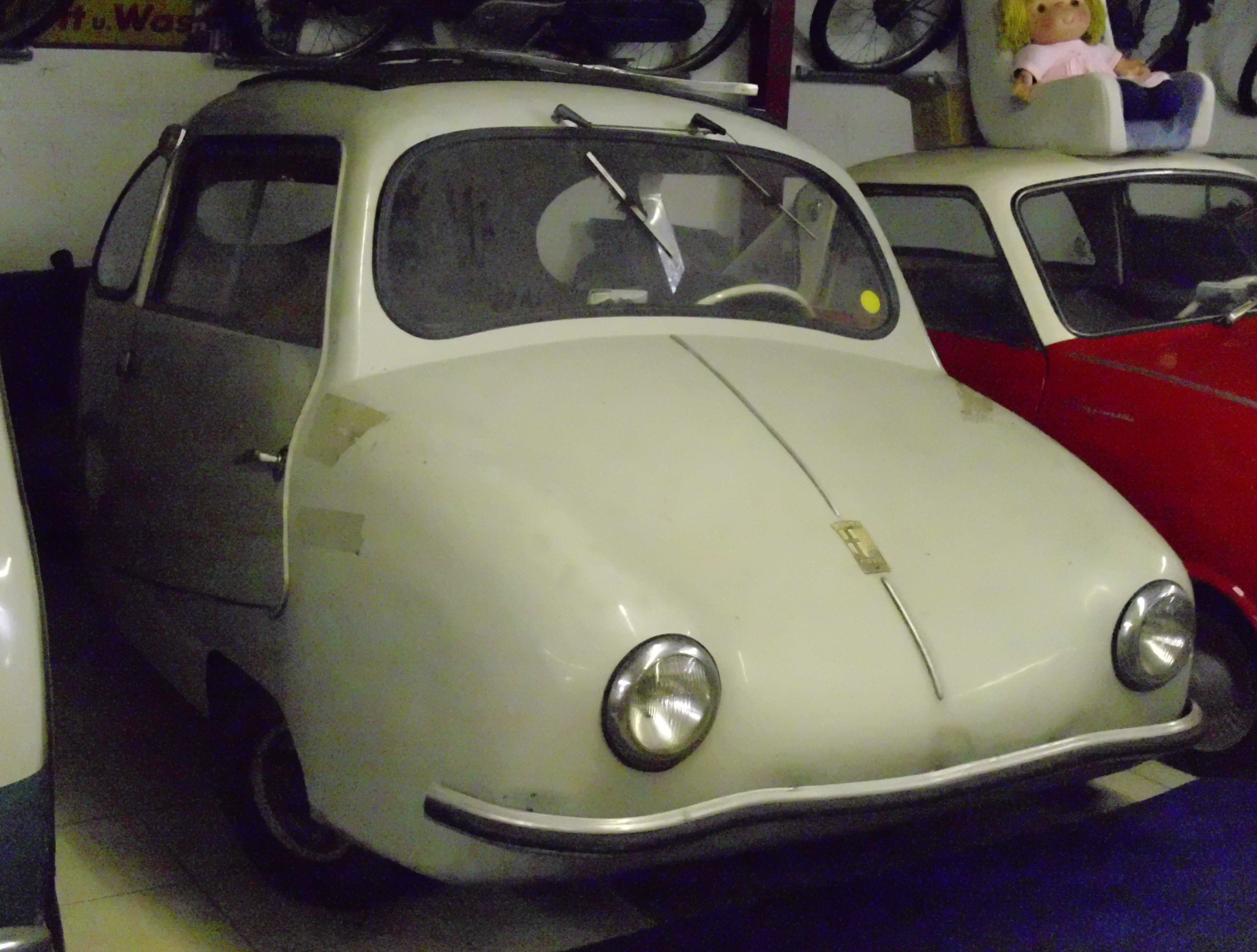
Fuldamobil S-4 von 1955
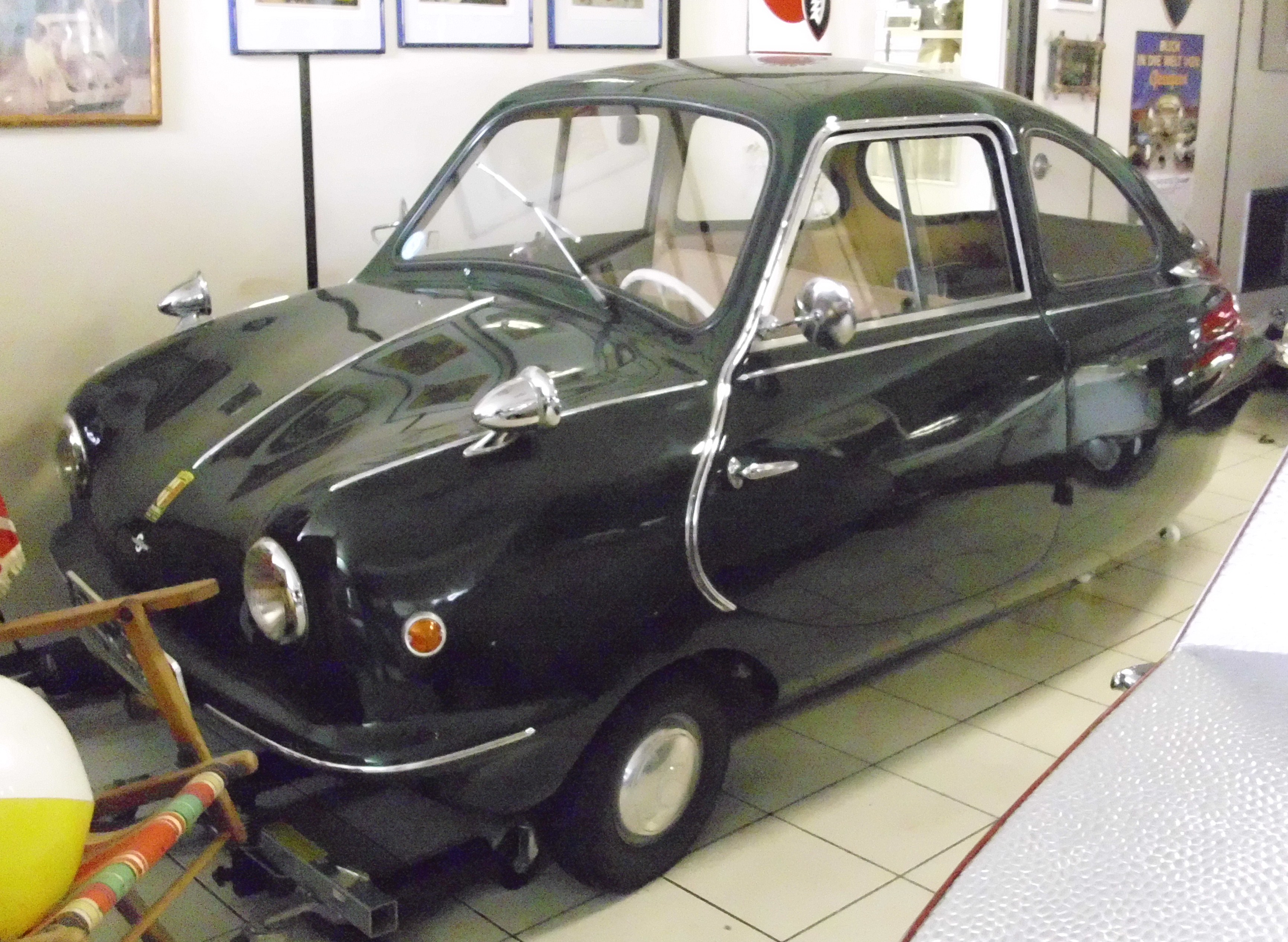
Fuldamobil S-7 von 1957–1965